# Xenisthmus chi
Xenisthmus chi är en fiskart som beskrevs av Gill och Douglass Fielding Hoese 2004. Xenisthmus chi ingår i släktet Xenisthmus och familjen Xenisthmidae. Inga underarter finns listade i Catalogue of Life.